# إشتفان كيس (مهندس معماري)
إشتفان كيس (بالمجرية: Kiss István)‏ هو مهندس معماري مجري، ولد في 1857 في Körösladány ‏ في المجر، وتوفي في 1902 في بودابست في المجر.